# Бордизм

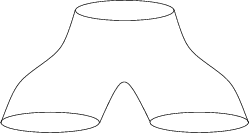
«Штани» — бордизм між колом і парою кіл

Бордизм, також бордантність — термін топології, що використовується самостійно або ж у складі стандартних словосполучень в кількох споріднених сенсах. Майже у всіх з них замість бордизма раніше вживали термін кобордизм, попередня термінологія також збереглася.

## Неорієнтовані бордизми
Неорієнтовані бордизми — найпростіший варіант бордизмів. Два гладких замкнутих {\displaystyle n}-вимірних многовида {\displaystyle M} і {\displaystyle M'} бордантні (обмежують, або внутрішньо гомологічні), якщо існує гладкий компактний {\displaystyle (n+1)}-вимірний многовид {\displaystyle W} (що його називають плівкою), край якого складається з двох многовидів {\displaystyle M} і {\displaystyle M'}, (або точніше многовидів {\displaystyle M_{0}} і {\displaystyle M_{1}} дифеоморфних, відповідно, {\displaystyle M} і {\displaystyle M'} через деякі дифеоморфізми
{\displaystyle g_{0}\colon M\to M_{0}} і {\displaystyle g_{1}\colon M'\to M_{1}}). Сукупність многовидів, бордантних один одному, називається класами бордизмів, а трійку {\displaystyle (W,\;M_{0},\;M_{1})} називають бордизмом (точніше було би казати про п'ятірку {\displaystyle (W,\;M_{0},\;M_{1},\;g_{0},\;g_{1})}).
Множина класів бордизмів {\displaystyle n}-вимірних многовидів утворюють абелеву групу {\displaystyle \Omega _{n}^{O}} відносно незв'язного об'єднання, що називають групою бордизмів. Нулем в ній служить клас бордизмів, що складаються з многовидів, які є межею деякого многовиду (інші назви: {\displaystyle M} — обмежуючий многовид, {\displaystyle M} — внутрішньо гомологічно, або бордантно нулю). Елементом {\displaystyle \Omega _{n}^{O}} оберненим даному класу бордизмів, є сам цей клас (так як об'єднання двох копій {\displaystyle M} дифеоморфно межі прямого добутку {\displaystyle M\times [0,\;1]}). Пряма сума {\displaystyle \Omega _{*}^{O}} груп {\displaystyle \Omega _{n}^{O}} є комутативним градуйованим кільцем, множення у якому індуковане прямим добутком многовидів, з одиницею, заданою класом бордизмів точки.

## Історія
Перший приклад — бордизм оснащених многовидів, введений в 1938 році Понтрягіним, який показав, що класифікація цих бордизмів еквівалентна обрахуванню гомотопічних груп сфер {\displaystyle \pi _{i}(S^{n})}, і таким шляхом зміг знайти {\displaystyle \pi _{n+1}(S^{n})} і {\displaystyle \pi _{n+2}(S^{n})}. Неорієнтовані та орієнтовані бордизми були уведені в 1951—53 роках Рохліним, який обрахував {\displaystyle \Omega _{n}^{SO}} для {\displaystyle n\leqslant 4}. Понтрягін довів, що якщо два многовида бордантні, то у них однакові характеристичні числа. Згодом виявилося, що зворотне теж вірно.